# Ioan Gh. Popovici
Ioan Gh. Popovici (n. 7 august 1885 - d. 6 august 1956 ) a fost un general român care a luptat în cel de-al Doilea Război Mondial.
A fost comandant al Diviziei 2 Infanterie (24 decembrie 1938 - 8 noiembrie 1941), fiind pus apoi la dispoziția Ministerului Apărării Naționale.
Generalul de divizie Ioan Popovici a demisionat din cadrele active ale armatei și a fost trecut în poziția de rezervă pe data de 3 decembrie 1941.